# Hanne Sobek

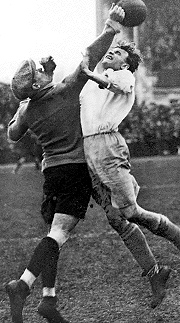
Hanne Sobek (rechts)

Johannes „Hanne“ Sobek (* 18. März 1900 in Mirow; † 17. Februar 1989 in West-Berlin) war ein deutscher Fußballspieler und -trainer. Bekanntheit erlangte er als Spieler von Hertha BSC, mit der er sechsmal hintereinander das Finale um die deutsche Meisterschaft erreichte und es zweimal gewann.

## Leben
Johannes Sobek wurde am 18. März 1900 als Paul Friedrich Max Johannes Wiechmann in Mirow geboren. Den Nachnamen Sobek nahm er später von seinem Adoptivvater an. Aus seiner zweiten Ehe mit seiner Frau Elisabeth ging sein Sohn Bernd hervor, der später ebenfalls höherklassig Fußball spielte. Aufgrund eines Amtsfehlers wurde bei der Geburt sein Sohn mit dem Namen Sobeck eingetragen. Dies führte später bei der gemeinsamen Einreise an der deutsch-deutschen Grenze zu Problemen. Daher ließ Sobek seinem Nachnamen ebenfalls ein „c“ hinzufügen, da dies die kostengünstigere Option war (eine Änderung im Ausweis seines Sohnes hätte 5000 Mark gekostet).
Am 8. April 1940 beantragte Sobek die Aufnahme in die NSDAP und wurde zum 1. Juli desselben Jahres aufgenommen (Mitgliedsnummer 8.152.773). 1940 trat er gezwungenermaßen auch dem NSKK bei. 45 Minuten lang tagt die Entnazifizierungskommission am 4. August 1948. Sie fällt ihr Urteil mit 4:1 Stimmen: „Die Hauptverhandlung hat ergeben, dass der Appellant sich nicht aktiv für nationalsozialistische Ziele eingesetzt hat.“ Auf die Frage, ob Sobek ein Nazi gewesen sei, antwortet der Sozialdemokrat Wernicke: „Nein, gar nicht. Auch nicht zu der Zeit, als die HJ Aufschwung nahm. Wir opponierten, und Sobek war ebenfalls gegen die HJ.“
Sobek starb am 17. Februar 1989 im Alter von 88 Jahren in Berlin. Er wurde auf dem Waldfriedhof Zehlendorf in Berlin-Nikolassee im Feld 038-427 beigesetzt.

## Spieler- und Trainerkarriere
Als Zehnjähriger begann er bei Bavaria 09 mit dem Fußballspielen und ging 1920 zu Alemannia 90. Für diesen Verein bestritt er am 3. Juni 1923 sein erstes Spiel im Nationaltrikot, in Basel gegen die Schweiz. Er spielte 1925 bis 1939 für Hertha BSC, wurde aber auch in den folgenden Jahren mehrfach reaktiviert. Der Halbstürmer stand von 1926 bis 1931 sechs Mal in Folge im Endspiel um die deutsche Meisterschaft. In den Jahren 1930 und 1931 wurde er mit seinen Herthanern Deutscher Meister.

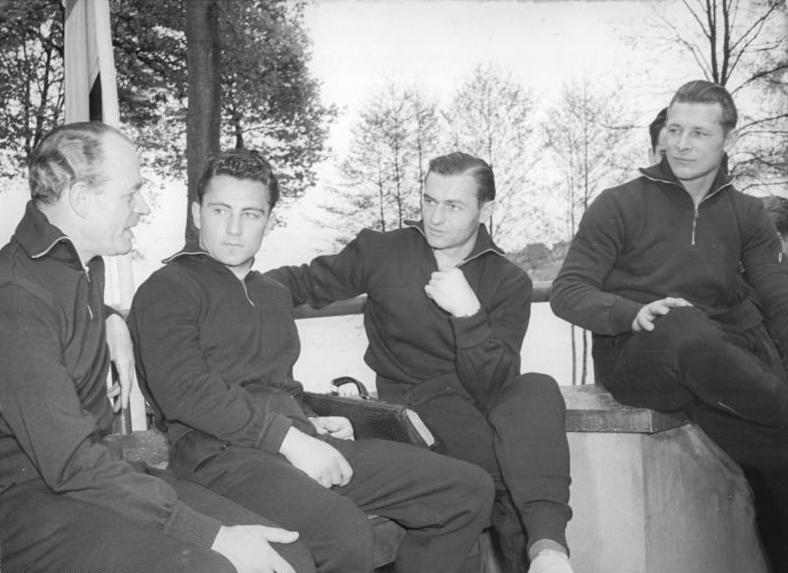
Sobek (links) als Trainer der Berliner Stadtauswahl im Gespräch mit den Spielern Fritzsche, Eilitz und Strehlow.

Von 1923 bis 1931 trug Sobek in zehn Länderspielen das Trikot der deutschen Fußballnationalmannschaft und erzielte zwei Treffer. Alle DFB-Partien Sobeks waren Freundschaftspartien.
In den ersten Nachkriegsjahren war Sobek Trainer beim SC Union Oberschöneweide. 1950 qualifizierte sich die Mannschaft für die Deutsche Meisterschaft. Dem Team wurde allerdings die Ausreise in die Bundesrepublik Deutschland verweigert. Kurzerhand entschlossen sich der Trainer und fast die gesamte erste Mannschaft zur Flucht nach West-Berlin. Dort gründeten sie anschließend den SC Union 06 Berlin als zunächst offiziellen Nachfolgeverein. In West-Berlin wurde er auch der für die Berliner Stadtauswahl zuständiger Trainer. 1955 trainierte er eine Gesamt-Berliner Auswahl zusammen mit dem Ost-Berliner Kurt Vorkauf für ein Spiel gegen eine Stadtauswahl Prags (1:0). Diese Auswahl bestand aber nur kurz und musste auf Druck von Walter Ulbricht wieder eingestellt werden. Im folgenden Sommer gab Sobek die Verbandstrainer-Tätigkeit an Jupp Schneider ab und übernahm den Berliner Meister Viktoria 89.
Als Trainer der Hertha (1959–1963) errang er 1961 und 1963 die Berliner Meisterschaft. Von Februar bis Juli 1965 war Sobek Not-Vorsitzender des Vorstands von Hertha BSC, konnte aber den Zwangsabstieg der Mannschaft aus der Ersten Bundesliga nicht verhindern, den der DFB aufgrund unerlaubt hoher Handgelder und Gehälter veranlasste.

## Sonstiges

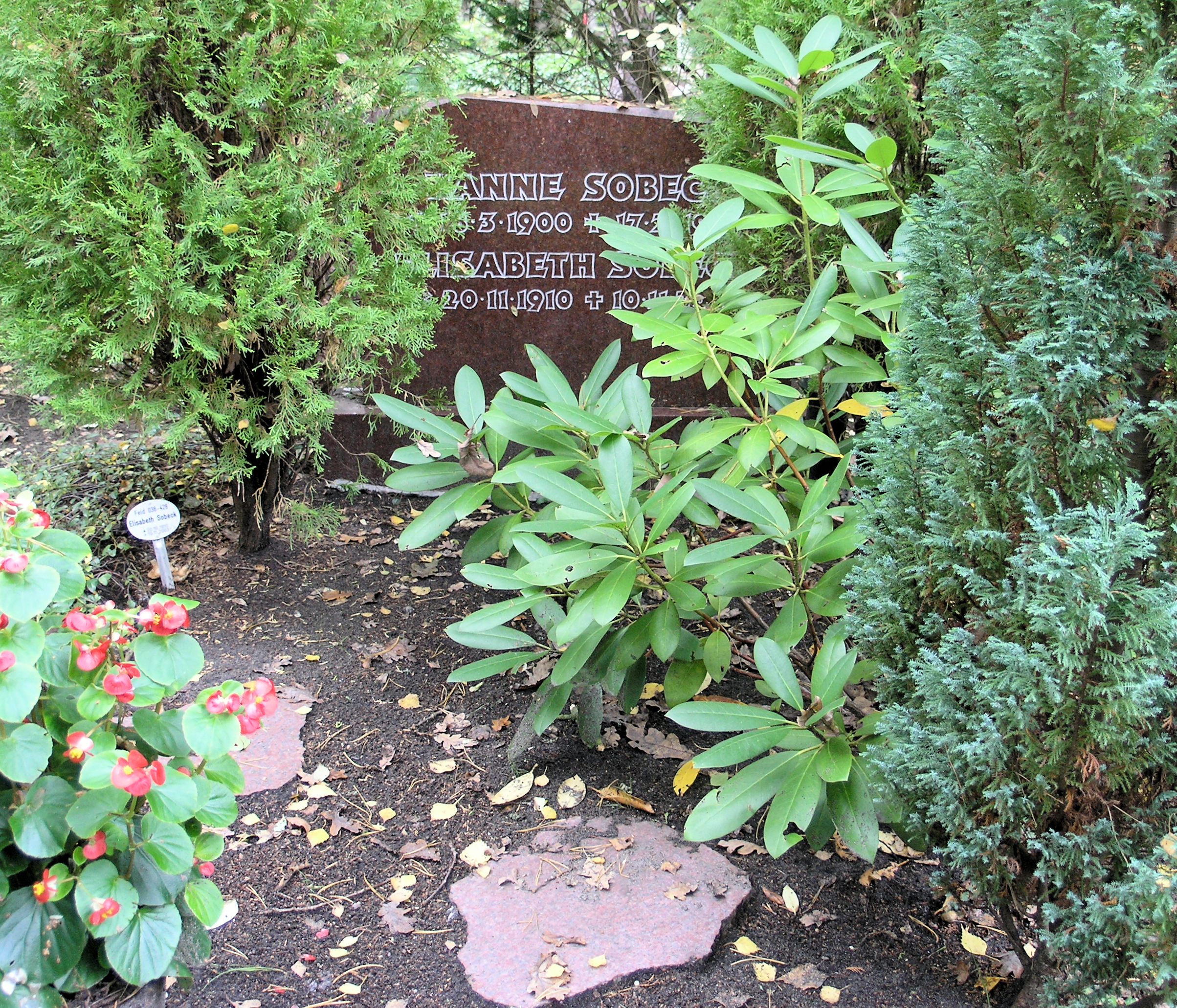
Grabstätte, Potsdamer Chaussee 75, in Berlin-Nikolassee

Bereits am Ende seiner Karriere als aktiver Spieler arbeitete Sobek für den Berliner Rundfunk als Reporter (1938–1945). Im Stummfilm Die elf Teufel von 1927 stand er neben Willi Forst und Evelyn Holt vor der Kamera, war eng mit Hans Albers befreundet und assistierte im Wintergarten dem Jongleur Enrico Rastelli.

Am 24. Juli 1999 wurde eine Sportanlage in der Nähe des Louise-Schroeder-Platzes in Berlin-Wedding in Hanne-Sobek-Sportanlage umbenannt. Im August 2006 wurde der Vorplatz des Bahnhofs Berlin Gesundbrunnen nach ihm in Hanne-Sobek-Platz benannt. Dieser befindet sich unweit seiner langjährigen Wohnung in der Gartenstadt Atlantic und dem 1974 abgerissenen Stadion am Gesundbrunnen, das als Hertha-Heimspielstätte unter dem Namen „Plumpe“ bekannt war.

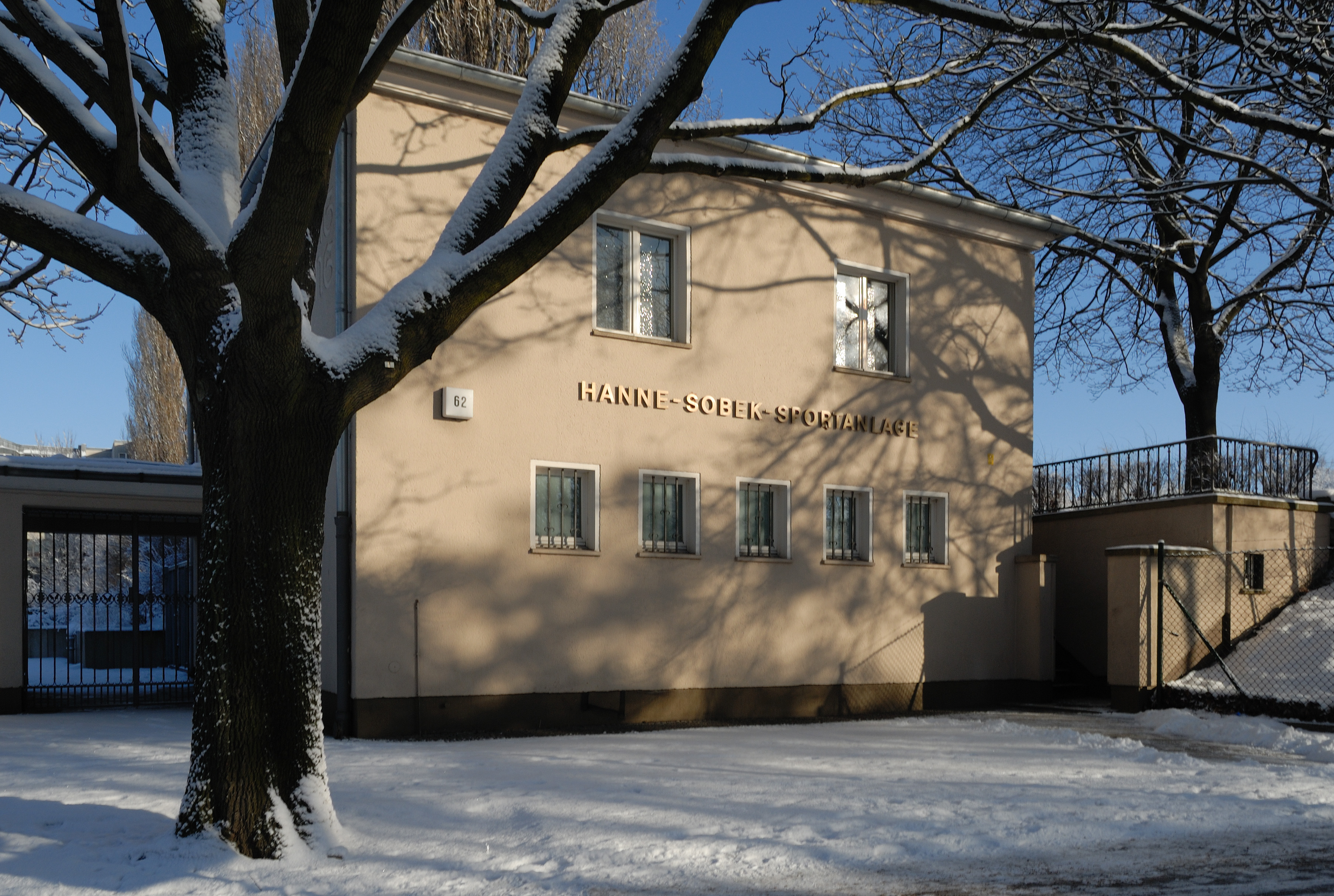
Gebäude der Hanne-Sobek-Sportanlage in der Osloer Straße